# (12205) Basharp
(12205) Basharp, désignation provisoire 1981 EZ26, est un astéroïde de la ceinture principale découvert en 1981.

## Description
(12205) Basharp a été découvert le 2 mars 1981 à l'observatoire de Siding Spring, situé près de Coonabarabran, en Nouvelle-Galles du Sud, en Australie, par Schelte J. Bus.

### Caractéristiques orbitales
L'orbite de cet astéroïde est caractérisée par un demi-grand axe de 2,52 UA, un périhélie de 2,33 UA, une excentricité de 0,08 et une inclinaison de 1,45° par rapport à l'écliptique. Du fait de ces caractéristiques, à savoir un demi-grand axe compris entre 2 et 3,2 UA et un périhélie supérieur à 1,666 UA, il est classé, selon la JPL Small-Body Database, comme objet de la ceinture principale.

### Caractéristiques physiques
(12205) Basharp a une magnitude absolue (H) de 15,2 et un albédo estimé à 0,263.

## Étymologie
Cet astéroïde est nommé en l'honneur de Bret Alan Sharp (1964-).